# Judith Schalansky
Judith Schalansky (Greifswald, 20 de setembro de 1980) é uma escritora, editora e designer alemã. Entre outros galardões, recebeu o Prémio Gutenberg 2021 e o Prémio Strega Europeu 2020. Em 2021 Foi finalista do International Booker Prize 2021 e do National Book Award 2021.
Em Portugal, a sua obra "Verzeichnis einiger Verluste" está traduzida como "Inventário de Algumas Perdas", publicado em 2021 pela Elsinore. No Brasil, a Alfaguara editou a tradução de "Der Hals der Giraffe" em 2016 sob o título "O Pescoço da Girafa".